# Katano, Ōsaka
Katano (tiếng Nhật: 交野市, Kha-ta-nô) là một thành phố thuộc tỉnh Ōsaka, Nhật Bản.